# Bernat Manciet
Bernat Manciet va néixer el 1923 a Sabres, dins el departament de Landes. Escrigué en diversos gèneres, del sonet al cant real, de la poesia èpica al teatre, de la novel·la al romanç, o l'assaig.
Publicà el 1955 el seu primer recull de poesia, Accidents, que provocà un gran rebombori dins la literatura occitana així com la seva novel·la Lo gojat de noveme, apareguda el 1964, o el 1989 el seu llarg poema dedicat al poble de Landes i de Gascunya, L'enterrament a Sabres.
La seva obra actual inclou un recull de novel·les Casaus perduts i la seva versió francesa, Jardins perduts, de la reedició del seu assaig El Triangle dels landes i, finalment, el seu darrer poema Lo Brec en el qual Bernat Manciet tornà als orígens de la seva obra. Recordem que l'any 1945 Miquèu Camelat publicà per primer cop un poema titulat A le nèu.
Bernat Manciet és reconegut com un dels poetes que fa de la poesia èpica la seva expressió més completa, més universal. Es morí el 2 de juny del 2005.

## Obres
- Odes, Accidents 1955, poesia
- Gesta, 1972 poesia
- Lo gojat de Novémer (1964) prosa
- La pluja (1976) prosa
- Los Hòra-trèits o Ifigenia davant la gara (1995) prosa